# Hollandia zászlaja
Hollandia zászlaja három egyenlő nagyságú vízszintes sávból áll, amelynek színei felülről lefelé haladva rendre piros, fehér és kék. A mai trikolór közel ötszáz éve jelent meg először az ország történetében, igaz nem azokkal a színekkel, amelyek alatt ma mindenütt Hollandiát azonosítják. Egészen a 20. századig két lobogó volt hivatalosan használatban az országban. A mai lobogót Vilma holland királynő 1937. február 19-én emelte országa egyedüli hivatalos lobogójává.
A holland tartományoknak először akkor lett közös lobogójuk, amikor a zilált történelmű régió végül egyetlen úr fennhatósága alá került. Ez az úr Burgundia hercege volt, aki franciaországi birtokainak lobogóját adoptálta Hollandia számára is. Így a 15. század elején Hollandia első zászlaja fehér háttérrel rendelkezett, amelyen két vörös színű babérköteg volt látható egymáson keresztbe fektetve. A két nyaláb találkozásánál lángok csaptak fel. Ezt a lobogót burgund keresztnek is nevezik. Amikor a holland tartományok – a spanyol örökösödési háború után – a Habsburg Birodalom (Ausztria) birtokába kerültek, ez a zászló fennmaradt. 
A történelem azonban úgy hozta, hogy a tartományok 1568-ban lakói fellázadtak a spanyol uralom ellen, és II. Fülöp spanyol király csapatai ellen végül kirobbantották a nyolcvanéves háborút, amely a holland tartományok függetlenségét eredményezte. A lázadás élére Orániai Vilmos herceg állt, aki pénzével és minden erejével az elnyomók ellen harcolt. Az ő támogatására alakult meg az ún. Watergeuzenek flottája, akik tulajdonképpen holland szabadságharcos kalózok voltak, és minden spanyol hajóra veszélyt jelentettek. A kalózflotta minden hajóján egy jellegzetes trikolór jelent meg a 17. század derekán. A három egyenlő sáv a herceg tiszteletére narancssárga (az „Orange” több nyelven is ezt a színt jelenti), fehér és kék színekben pompázott.

A herceg tiszteletére alkotott zászló

A lobogó aztán egyre változatosabb alakzatban jelent meg, leggyakrabban három sávja volt, de ismertek hat, sőt kilenc csíkos zászlók is a történelemben. A három forradalmi színt meghatározatlan sorrendben használták, és előfordult, hogy egy középpontból kiinduló sugarakként alkották meg a zászlót. Végül aztán a 16. században egységesítették a lobogó használatát, és így alakult meg a narancssárga-fehér-kék trikolór. 1630-ban aztán a narancssárga sávot piros váltotta fel. Ennek okát pontosan nem lehet tudni, de valószínűleg egyszerűen azért került sor a változtatásra, mert a narancssárga túl halvány szín, és főként a tengeren nagy távolságból nehezen lehet meglátni. Mások szerint a színváltásra azért került sor, mert akkoriban a narancssárga színt sárga és piros színű gyógynövényekből keverték ki, és mivel a sárga nem volt olyan tartós, annak kikopása után a piros maradt meg egyedüli színként. A narancssárga verziót vette át a Dél-afrikai Köztársaság is első lobogójának megalkotásakor.

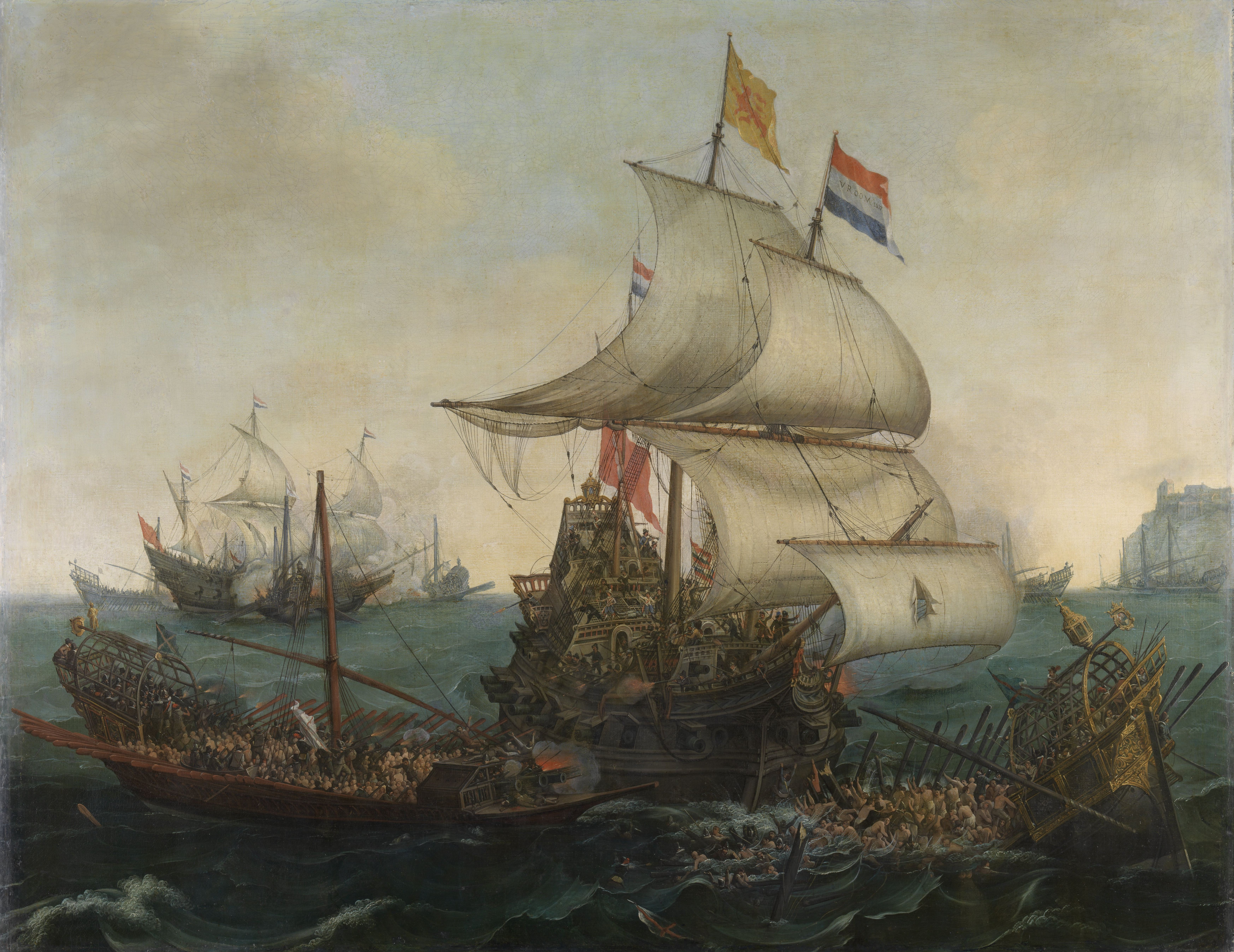
Trikolór lobogó alatt hajózó holland hadihajó ábrázolása (1602)

Hollandia történelme során még egy új zászlót adoptált hivatalosan. Az új nemzeti lobogó immár a független Hollandiában keletkezett, de francia befolyásra. A 18. század végén kitört francia forradalom eszméit a szomszédok hamarosan úgy próbálták meg terjeszteni, hogy a környező államokat elfoglalják, és fennhatóságuk alatt megmutatják a királyi elnyomás alatt görnyedező népnek a szabadságot. Így hamarosan francia csapatok foglalták el az országot, amelynek uralkodója Angliába menekült. A holland trikolórt először érintetlenül hagyták, mivel az a francia nemzeti lobogóhoz hasonlított. Később, 1796-ban a lobogó piros sávjának bal szélére felhelyeztek egy címert, amely a szabadság eszméjét szimbolizálta. A címeren egy Hollandiát megtestesítő szűz állt, akinek a lábainál egy oroszlán hevert. A leány egyik kezében a Római Birodalomban használt fascest tartott, míg a másikban a szerencse kalapját. A lobogó azonban legalább olyan rövid életű volt, mint a franciák által létrehozott Batáviai Köztársaság. Amikor Napóleon császár szerezte meg a hatalmat, Hollandiát 1806-ban Franciaország részévé tette, és a társország trónjára fivérét, Bonaparte Lajost ültette.
Végül 1813-ban Hollandia visszanyerte függetlenségét, és az Orániai dinasztia is újra elfoglalhatta helyét az ország trónusán. A hollandok a visszatérő uralkodót a narancssárga-fehér-kék és a piros-fehér-kék lobogók együttes kavalkádjával köszöntötték. A dinasztiához kötődő hűségük jelképeként a hollandok a pirost is tartalmazó zászló mellett a narancssárga zászlót is nemzeti jelképükként használták. A kettős zászlóhasználatot végül Vilma királynő rendelete zárta le, így 1937. február 19. óta a piros sávos lobogó Hollandia egyetlen hivatalos zászlaja.

## Külső hivatkozások
- Hollandia zászlaja a Világ zászlói (Flags of the World) weboldalon